# Estación de Mazapa
Mazapa fue una estación ferroviaria ubicada en el municipio de Calpulalpan en el estado mexicano de Tlaxcala. Por ella transitó el antiguo Ferrocarril Mexicano para la ruta San Lorenzo-Puebla-Oriental. Se encuentra protegido por Instituto Nacional de Antropología e Historia (INAH) como patrimonio cultural ferrocarrilero.

## Historia
Mazapa fue construida sobre la línea México-Veracruz, administrada por el antiguo Ferrocarril Interoceánico, dando inicio, el 16 de abril de 1878 por la concesión número 9.
La estación tenía rutas hacía Cuernavaca, Acapulco y Xalapa.